# 原始環虫類
原始環虫類 Archiannelida は環形動物に含まれる動物の群で、かつては一つの分類群として扱われた。現在は多系統と考えられ、分類群としてはこれを認めない。

## 概説
環形動物は伝統的に多毛類・貧毛類・ヒル類の3つに分類されてきた。そのうち後2者は構造がより単純な面が多いが、これはむしろ進化の過程で単純化する方向に進んだものと考えられ、多毛類の方が環形動物の基本的な体制を保持しているものと考えられた。そんな多毛類的な動物の中で、ひどく原始的な特徴を持つものがあり、それらをまとめて分類群としたのがこの原始環虫類である。
これがまとまった分類群をなし、環形動物の中で特に原始的な形態を保持するものと判断されたこともあったが、幼形成熟や小型化によって形態が退化的になったことによるもので、系統的に異なったものの寄せ集めとの判断も古くからあった。現在は多系統と考えられ、分類群としては認めない。かつてここに含まれたものは幾つかの分類群に分けて納められている。

## 特徴
以下、この分類群を認めている岡田他(1965)p.487と内田(1965),p.137を元に、その特徴を挙げる。
水中性の動物で、小柄なものが多い。ムカシゴカイが大きいもので80mmに達するが、より小さいものが多く、ホラアナゴカイは1mmに達しないものもある。
細長い体は多くの体節に分かれるが、その数がごく少ないものもある。口前葉に嗅覚器、眼点、触手などの感覚器をもち、触手の数は2ないし3対である。疣足はないか、ほとんど発達せず、体節ごとにその両側に1対の剛毛束をもつが、これを欠くものもある。多くのものでは腹面に繊毛があり、これが運動に役立つ。なお、体節制そのものが見て取れなくなっている例もある。内部構造の特徴として、神経系が上皮中にあり、神経球を構成しないなど、原始的な特徴を持つ。尾部に付着器を持つものが多いが、これは間隙性の生活への適応と見られる。

## 生殖と発生
無性生殖は知られていない。一般に雌雄異体。発生は多毛類のそれに近く、螺旋卵割であり、トロコフォア幼生を経由し、変態して体節を増しながら成長する。

## 生息環境
海産が多いが、淡水や洞穴性のものもある。海産のものでは砂地の砂の間に生息する、いわゆる間隙性の種が多い。深海からは発見されていない。

## 分類
内田(1965)には、以下の8属が挙げられている。
- Dinophilus　スナムカシゴカイ
- Nerilla　ホラアナゴカイ
- Troglochaetus
- Thalassochaetus
- Protodrilus
- Polygordius　イイジマムカシゴカイ
- Saccocirrus　ムカシゴカイ

## 系統上の問題
内田(1965)はこの類について環形動物の中で原始的な群であるとの判断があることを紹介しつつ、多毛類の退化した形のものか、あるいは幼生の形で発育が留まったものとの判断を示している。岡田他(1965)ではこれらの内容と同時に系統的にまとまった群と言うより「人工的に集めた綱」と言っている。現在では上記の群は様々な群に分かれて配置されている。岩槻・馬渡監修(2000)にはこの群の名称すら残っていない。